# Ishasha
Ishasha är en 100 km lång flod, meandrar borträknade, i sydvästra Uganda som utgör en del av gränsen mot Kongo-Kinshasa. 
Flodens källa ligger omkring 20 km nordväst om Kabale och rinner nordväst och passerar norra delen av Bwindis ogenomträngliga nationalpark, därefter fortsätter den till Kanungudammen. Den fortsätter mot nordväst och blir en del av gränsen mellan Uganda och Kongo-Kinshasa. Efter att ha svängt norrut passerar den staden Ishasha vid Drottning Elizabeths nationalparks södra spets. Den utgör sedan nationalparkens västra gräns innan den mynnar i Edwardsjön.